# Brignais
Brignais è un comune francese di 12 403 abitanti situato nel dipartimento del Rodano della regione Alvernia-Rodano-Alpi.

## Società

### Evoluzione demografica
Abitanti censiti

## Amministrazione

### Gemellaggi
- Hirschberg an der Bergstraße, dal 1986
- Ponsacco, dal 2003